# 160-мм миномёт образца 1943 года
160-мм миномёт образца 1943 года (заводской индекс MT-13, индекс ГРАУ 52-М-852, тж. М-43) — советский миномёт калибра 160 мм, самый мощный миномёт Красной Армии в годы Великой Отечественной войны.

## История
Разработка 160-мм казнозарядного миномёта началась в начале 1942 года в НИИ Наркомата вооружений под руководством Г. Д. Ширенина. С 31 декабря 1942 года работы возглавил И. Г. Теверовский. В 1943 году на Урале был изготовлен опытный образец 160-мм миномёта, получивший индекс МТ-13, в его изготовлении участвовал главный инженер Л. Г. Шершень.
Разработка получила одобрение И. В. Сталина и была принята на вооружение 17 января 1944 года под названием «160-мм миномёт обр. 1943 г.». 22 января 1944 года приказом Наркомата вооружений производство миномёта началось на Тульском машиностроительном заводе (завод № 535) и до конца года было изготовлено 593 миномёта. Всего, с 1944 года по август 1947 года было изготовлено 1557 миномётов МТ-13 трёх основных модификаций.
|      | 1  | 2  | 3  | 4  | 5  | 6  | 7  | 8  | 9  | 10 | 11 | 12 | Всего |
| ---- | -- | -- | -- | -- | -- | -- | -- | -- | -- | -- | -- | -- | ----- |
| 1944 |    |    | 5  | 19 | 54 | 82 | 73 | 80 | 62 | 96 | 59 | 63 | 593   |
| 1945 | 22 | 15 | 91 | 77 |    |    |    |    |    |    |    |    |       |

## Описание
Миномёт МТ-13 представлял собой гладкоствольную жёсткую систему на жестком (без противооткатных устройств) лафете с колесным ходом, построенную по схеме мнимого треугольника. Большой калибр миномёта обуславливал главную проблему — заряжание. Классическое заряжание с дула ствола не могло осуществляться по причине его высоты — 3 метра. Заряжание производилось с казённой части, для чего был применён качающийся ствол, который в момент заряжания приводился в горизонтальное положение. После открывания затвора на полуоси клина ствола навешивался лоток, на который расчёт укладывал мину и вручную досылал её в канал ствола. После того как мина была дослана в ствол, он под действием её веса возвращался в положение для стрельбы. Так автоматически устранилось двойное заряжание — извечный недостаток классических миномётов.

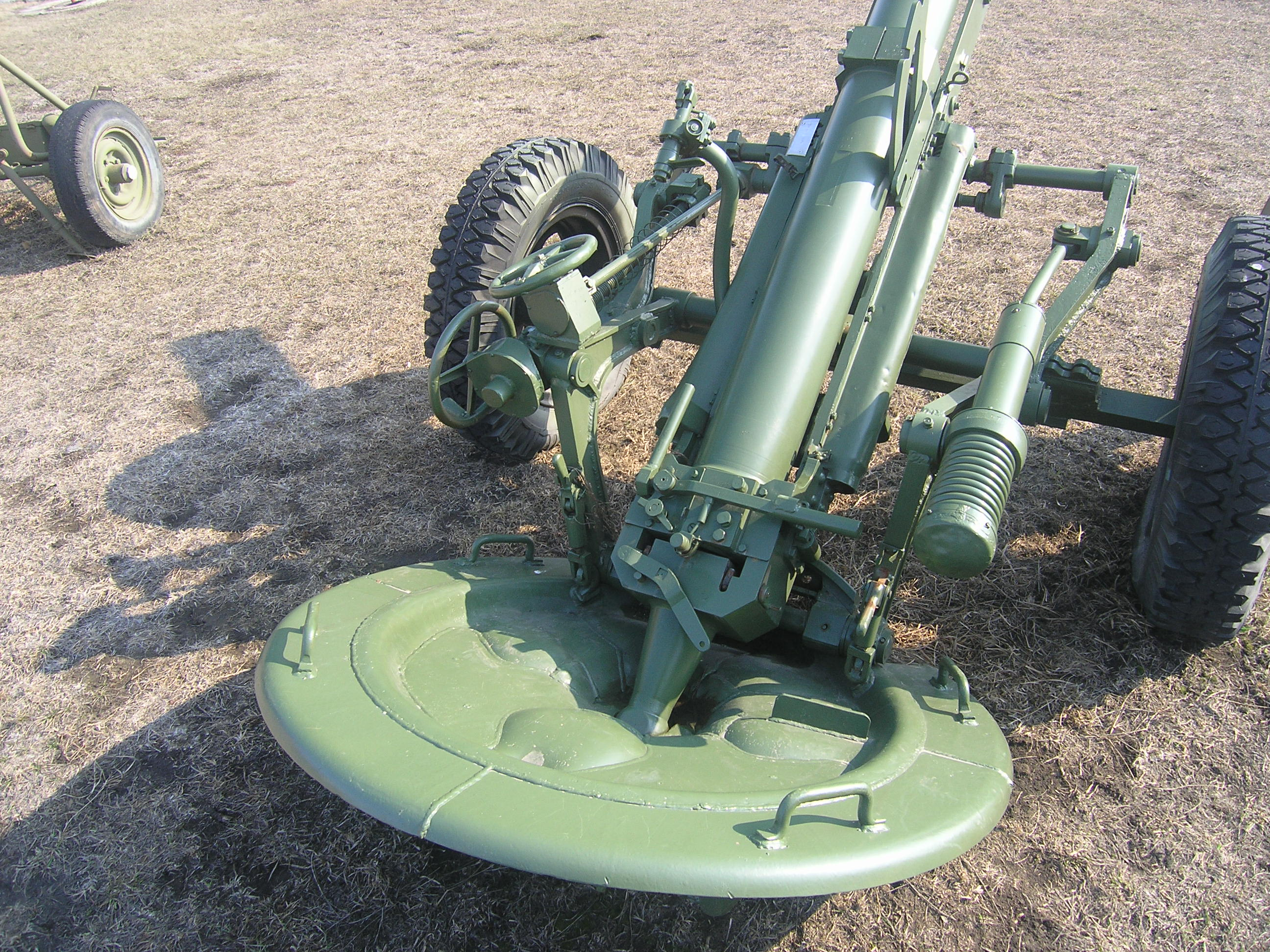
затвор

## Характеристики
- Минимальная дальность стрельбы, м: 630
- Максимальная дальность стрельбы, м: 5150

## Боеприпасы
Устройство мины было подобно обычным 82-мм и 120-мм советским минам. Двенадцатиперная 160-мм фугасная мина Ф-852 весила 40,865 кг и содержала 7,78 кг разрывного заряда. Взрыватель головной ГВМЗ-7. Принципиальным отличием миномётного выстрела МТ-13 от всех других отечественных миномётов служила короткая (длиной 105 мм) гильза, в которую вставлялся стабилизатор мины. Гильза была введена для обтюрации пороховых газов при выстреле, совпадала по фланцу с гильзой от 152-мм гаубицы обр. 1909/30 гг. и обычно из неё изготавливалась.

## Варианты и модификации
- 160-мм миномёт обр. 1943 г. (МТ-13)
- 160-мм миномёт М-13Д — первая модернизация миномёта, проведённая летом 1945 года. Длина ствола была увеличена на 50 мм, а дальность стрельбы до 7400 м. Однако ограничились изготовлением четырёх опытных образцов.
- 160-мм дивизионный миномёт образца 1949 года (М-160)

## Страны-эксплуатанты
- Армения — 62 штуки 160-мм миномёта образца 1943 года[3]
- Вьетнам — некоторое количество M-43, по состоянию на 2016 год[4]

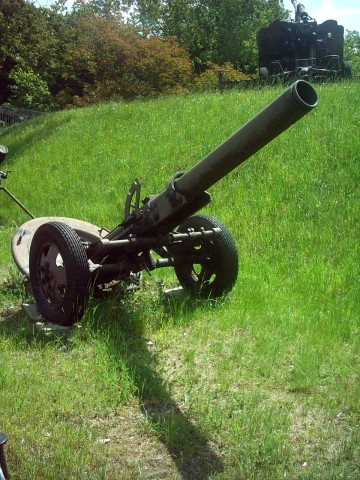
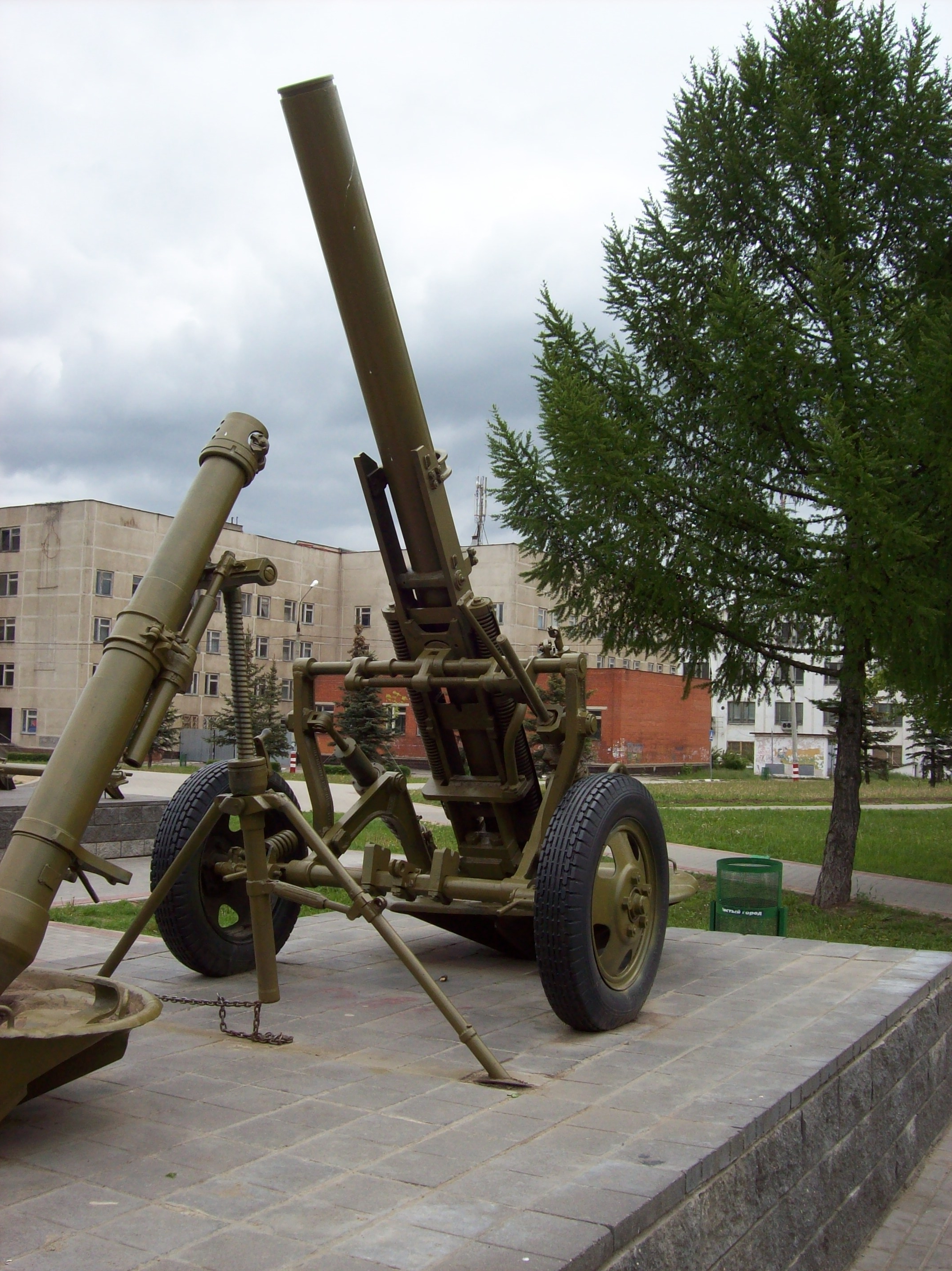
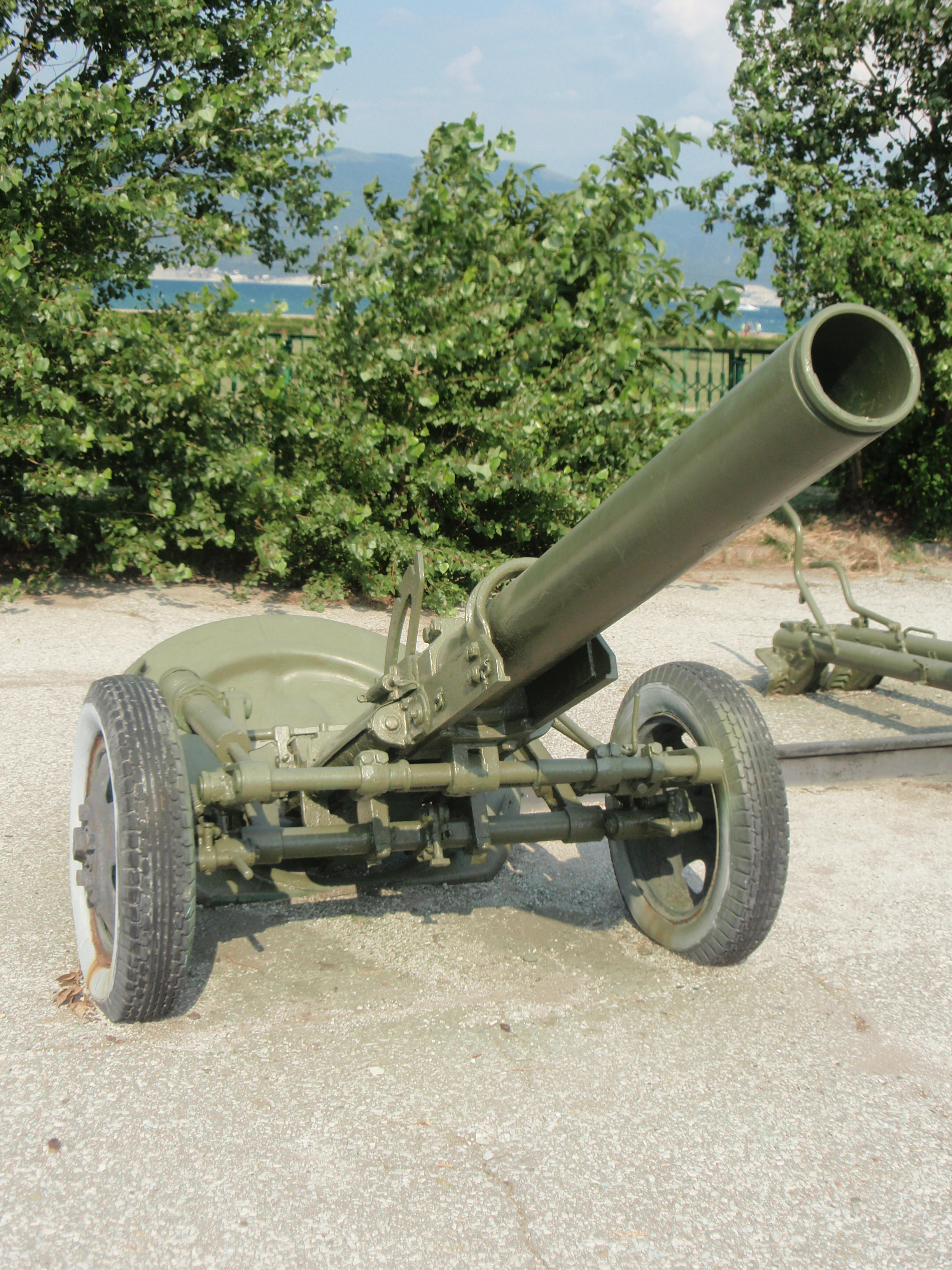

- Камбоджа — некоторое количество M-43, по состоянию на 2016 год[5]
- КНДР — некоторое количество M-43, по состоянию на 2016 год[6]